# Werner Schmidt (Musiker)
Werner Schmidt (* 21. April 1932 in Colmnitz; † 27. November 2020 in Berlin) war ein deutscher Jazzmusiker (Sopran-, Tenor- und Baritonsaxophon, Klarinette).

## Wirken
Schmidt absolvierte von 1950 bis 1955 ein Instrumentalstudium an der Hochschule für Musik Dresden. 1956/1957 spielte er im Orchester von Kurt Hohenberger; zwischen 1958 und 1960 war er Mitglied in der Combo von Theo Schumann. 1960/1961 gehörte er zum Rundfunk-Tanzorchester Leipzig, ab 1962 dann zum Rundfunk-Tanzorchester Berlin unter Günter Gollasch, mit dem er bereits 1960 auf dem Jazz Jamboree in Warschau auftrat. Er wirkte in diversen Studiobands mit, so in der Berlin-Leipzig-Combo 1965 und im Tentett von Hubert Katzenbeier. Er ist auf Schallplatten mit Rec Demont, mit Arno Flor und seinem Streichorchester, Jerzy Milian, Manfred Krug/Günter Fischer, Uschi Brüning oder Onkel Stanislaus und seine Jazz-Opas zu hören.